# Beddomeia fromensis
Beddomeia fromensis é uma espécie de gastrópode  da família Hydrobiidae.
É endémica da Austrália.